# Nesithmysus peleae
Nesithmysus peleae är en skalbaggsart som beskrevs av J. Linsley Gressitt och Davis 1972. Nesithmysus peleae ingår i släktet Nesithmysus och familjen långhorningar. Inga underarter finns listade i Catalogue of Life.